# Cyrus II Wielki
Cyrus II Wielki (staropers. 𐎤𐎢𐎽𐎢𐏁, pers. ‏کوروش بزرگ‎; ur. 590 p.n.e. w Anszan zm. 529 p.n.e. w okolicach rzeki Jaksartes) – król Imperium Perskiego z dynastii Achemenidów, syn króla Anszanu Kambyzesa I i medyjskiej księżniczki Mandane. Zjednoczył w ramach swojego imperium wiele ówczesnych państw. Znany nie tylko z wielkich osiągnięć wojennych, lecz także z tolerancji i sprawiedliwości. W ciągu niespełna dwudziestu pięciu lat panowania Cyrus podbił większość krajów Bliskiego Wschodu z wyjątkiem Egiptu i plemion Wyżyny Irańskiej.
Imię „Cyrus” jest łacińską wersją greckiego Kyros i elamickiego Kurusz lub Kurasz.

## Uzyskanie władzy

### Zrzucenie zwierzchnictwa medyjskiego
W roku 550 p.n.e. zjednoczył perskie terytoria plemienne Anszan i Parsua i jako król całej Persji pokonał Astyagesa – króla Medów, swojego uprzedniego suwerena, stając się „Wielkim Królem, królem Persji i Medii”. Jednym z nielicznych źródeł opisujących przebieg wydarzeń jest kronika króla babilońskiego Nabonida:

W szóstym roku jego panowania król Medii Astyages zebrał wojsko, by wydać bitwę królowi Anszanu Cyrusowi. W czasie bitwy przeszło wojsko Medów na stronę Cyrusa i wydało Astyagesa w jego ręce. Następnie Cyrus zajął pałac królewski i zagarnął łupy w srebrze i złocie i innych kosztownościach i zawiózł je do kraju Anszan.

Rządził ze swojej stolicy, Pasargadów, położonej w południowej części kraju, a po pokonaniu Astyagesa nie tylko nie zniszczył ich stolicy Ekbatany, ale zaczął ją wykorzystywać jako swoją strategiczną, północną stolicę. Następnie zajął Partię i Hyrkanię.
Herodot utrwala w Dziejach następującą legendę ukazującą dojście Cyrusa do władzy. Zawiera ona interesujące przetworzenie wątków historycznych, w których konflikt między Persami i Medami przekształcony zostaje w fabułę tragedii rodzinnej na wzór mitologiczny: 
Astigates, władca Medów, którzy dominowali w owym czasie nad Persami, miał sen, w którym ujrzał, że z łona jego córki – Mandany – wypływa mocz, który zaleje całą Azję. Interpretując to jako proroctwo, że wnuk strąci go z tronu, Astigates wydał córkę za niższego stanem Persa imieniem Kambyzes. Ponieważ jednak sen powtarzał się (tym razem z łona Mandany wyrasta winna latorośl, która oplata całą Azję), Astigates rozkazał swemu zaufanemu człowiekowi – Harpagosowi zgładzić dziecko Mandany, gdy tylko się narodzi. Ten jednak, zamiast usłuchać rozkazu władcy, oddał je pasterzowi, który wychowywał chłopca jak własnego syna. Był to właśnie Cyrus, przyszły władca Persji. Astigates rozpoznał go, gdy jako dziesięcioletni chłopiec Cyrus obrany został w zabawie na króla pozostałych dzieci. Stwierdzając, iż w ten sposób wypełniła się już przepowiednia i Cyrus nie będzie inaczej królował, jak tylko na niby, przyjął wnuka do pałacu. Harpagosa zaś, który - jak się okazało - nie wypełnił powierzonego mu zadania, ukarał surowo uśmiercając jego syna. Minęły lata i Harpagos podburzył Cyrusa do buntu, w którym miał obalić swego dziada i stanąć na czele nowego państwa, w którym to Persowie panować będą nad Medami.

## Wojna z Lidią
Państwo lidyjskie zostało podbite w latach 547–546 p.n.e. Z nielicznych źródeł wynika, że to Lidyjczycy zaatakowali w 547 roku p.n.e. pierwsi, wykorzystując zamieszanie spowodowane wojną Astyagesa ze zbuntowanym wasalem Cyrusem. Trudno jest ustalić czy był to atak prewencyjny, czy realizacja sojuszniczych zobowiązań Krezusa wobec Astyagesa. Lidyjczycy zajęli miasto Pterię w Kapadocji i zniewolili jego ludność. Cyrus pośpiesznie wyruszył do Azji Mniejszej i w bitwie pod Pterią odniósł taktyczne zwycięstwo, lecz dalej nie kontynuował kampanii przeciwko Lidii. Krezus przekonany, że w ciągu zimy nie dojdzie do działań wojennych rozpuścił swoje wojska. Ten moment wykorzystał Cyrus, który niespodziewanie uderzył na Lidię i szybko pojawił się pod Sardes w grudniu 547 r. p.n.e. Pod murami miasta stoczył zwycięską bitwę, co umożliwiło mu zamknięcie oblężenia stolicy i jej zdobycie na początku 546 r. p.n.e.
Dzięki temu opanował Anatolię i zdobył zwierzchnictwo nad greckimi poleis w Jonii.
W drodze do Lidii podporządkował sobie Armenię i Kapadocję. Ok. 545 roku p.n.e. ruszył na podbój wschodniego Iranu (Arii, Drangiany, Baktrii, Sogdiany, Arachozji, Margiany i Gedrozji), czyli terytoriów dzisiejszych Afganistanu i Pakistanu.
Według Dziejów wojnę z Persami wywołał Krezus, władca Lidii, który opacznie zrozumiał przepowiednię mówiącą, że jeśli wyprawi się na Persów to „zniweczy wielkie państwo”. Krezus wyruszył więc przeciw Cyrusowi, licząc na pomoc Lacedemończyków, został jednak pokonany po oblężeniu Sardes i zmuszony do kapitulacji. Wedle Herodota stał się od tego czasu doradcą Cyrusa, a także jego następcy Kambyzesa.

## Podbój Babilonii
W 539 p.n.e. ruszył przeciwko imperium nowobabilońskiemu. W bitwie pod Opis pokonał Belszarusura, syna Nabonida (biblijnego Baltazara) i zajął Babilon, tworząc największą monarchię ówczesnego świata.
Historię tego podboju opowiada Cylinder Cyrusa. Wbrew zapewnieniom Cyrusa, przypuszcza się jednak, iż mieszkańcy Babilonu nie przyjęli go tak gościnnie jak opisuje to Cylinder. Kluczowa jest tu Kronika Nabonida, z której wynika, że Cyrus zwlekał jakiś czas przed wstąpieniem do zdobytego już Babilonu, co może oznaczać toczące się w mieście negocjacje. 
Po zdobyciu Babilonu w 538 p.n.e. zezwolił Żydom na powrót z „niewoli babilońskiej” i odbudowę Jerozolimy, której potrzebował jako bazy do planowanego podboju Egiptu (dzieło to dokończył jego syn Kambyzes). Pozwolił też na odbudowę Świątyni Jerozolimskiej.
Przybrał tytuł „wielkiego króla, króla Babilonu, króla Sumeru i Akadu, króla całego świata”, a także „Króla Królów”.

## Źródła i kontrowersje dotyczące zdobycia Babilonu
Zdobycie Babilonu przez Cyrusa w 539 roku p.n.e. jest jednym z najlepiej datowanych wydarzeń w historii starożytnej Mezopotamii, jednak niektóre szczegóły budzą kontrowersje źródłoznawcze. Dwa główne źródła pisane z epoki — Kronika Nabonida i Cylinder Cyrusa — różnią się pod względem tonu, zawartości i celu.
Kronika Nabonida (kol. III) opisuje, że 16 dnia miesiąca Tashritu armia dowodzona przez Ugbaru, gubernatora Gutium, weszła do Babilonu „bez walki”. Imię Cyrusa (w akadyjskim: mKu-ra-aš) nie pojawia się w tym fragmencie, a podmiot „król”, występujący w dalszych wersach, nie jest jednoznacznie zidentyfikowany. Oznacza to, że osobiste wkroczenie Cyrusa do miasta jest domniemane, a nie literalnie zapisane.
Z kolei Cylinder Cyrusa, będący inskrypcją propagandową, przedstawia Cyrusa jako władcę wybranego przez boga Marduka, który „poprowadził go za rękę” do Babilonu. Tekst ten nie zawiera jednak żadnych dat i skupia się głównie na religijnej i moralnej legitymizacji nowego władcy.
Uznanie Cyrusa jako nowego władcy Babilonu potwierdzają dokumenty administracyjne pochodzące z drugiej połowy 539 roku p.n.e., które zaczynają być datowane według jego imienia i tytułów królewskich. Nie wiadomo jednak, czy zmiana ta odzwierciedla jego osobiste wejście do miasta, czy jedynie administracyjne przejęcie władzy przez jego przedstawicieli.

## Walki z ludami koczowniczymi i śmierć

Grobowiec Cyrusa Wielkiego, Pasargady, Iran, Lista światowego dziedzictwa UNESCO o ID 1106

Następnie zaczął zdobywać tereny na północnych krańcach swego państwa w Azji Środkowej. 
Zginął w 529 p.n.e. Według Herodota w czasie walk z Massagetami w pobliżu Jeziora Aralskiego. Cyrus zaproponował władczyni Massagetów małżeństwo i przymierze. Po stanowczym odrzuceniu przez królową Tomyris tej propozycji, postanowił za radą Krezusa zdobyć tereny Massagetów innymi metodami. Przekroczył na krótko ze swą armią Jaksartes, po czym szybko wycofał się, pozostawiając małą część swych sił z ogromną ilością żywności i wina. Wkrótce trzecia część armii Massagetów zaatakowała i pobiła pozostawionych na przynętę Persów. Po zwycięstwie żołnierze zaczęli ucztować i ostatecznie poszli spać. Persowie, którzy tylko na to czekali, zaatakowali i wybili wielką liczbę Massagetów, a jeszcze większą wzięli do niewoli, w tym dowódcę a zarazem syna Tomyris Spargapisesa. Gdy Spargapises wytrzeźwiał i zrozumiał swoje położenie, zaczął prosić Cyrusa, by go uwolnił, co ten uczynił, jednak później zhańbiony i upokorzony popełnił samobójstwo. Wtedy Tomyris z resztą armii zaatakowała Persów, pokonując ich w jednej z najzaciętszych zdaniem Herodota bitew wśród barbarzyńców. Cyrus poległ, zaś Tomyris napełniła bukłak krwią ludzką, a po odnalezieniu ciała Cyrusa obcięła trupowi głowę i wrzuciła ją do bukłaka ze słowami "Zgubiłeś mnie, choć pozostałam wśród żywych i zwyciężyłam Cię w bitwie, tak jak przebiegłością zgubiłeś mojego syna. Więc teraz ja, jak przyrzekłam, napoję Ciebie krwią".
Według Kroniki Michała Syryjczyka Cyrusa został zabity przez żonę (Tomyris, królową Massagetów) w 60. roku niewoli babilońskiej Żydów. Natomiast Ktezjasz w Historii perskiej (Περσικά - Persika) pisze, że podczas walk z plemieniem Derbików (Δέρβικες) gdzieś na krańcach imperium w pobliżu Indii, Cyrus wpadł w zasadzkę, jego jazda została rozbita przez słonie, a on sam ranny w biodro ledwo został ewakuowany do obozu, gdzie po trzech dniach zmarł. Na wieść o tym Amorg zebrał 20 tys. jazdy Saków i razem z pozostałymi Persami rozgromił Derbików. Wśród 30 tys. poległych był ich król Amorius razem z dwoma synami, a Cyrus stał się panem ich ziemi.
Berossos stwierdza tylko, że poległ w walce z Dahami gdzieś na północnym wschodzie w okolicach Syr-darii.
Ksenofont dla odmiany w Cyropaedii podaje, że zmarł spokojnie ze starości w swoim pałacu w stolicy.
Po śmierci został zabalsamowany (wbrew tradycji Zaratusztrianizmu) i pochowany w grobowcu Cyrusa w Pasargady.

## Rodzina

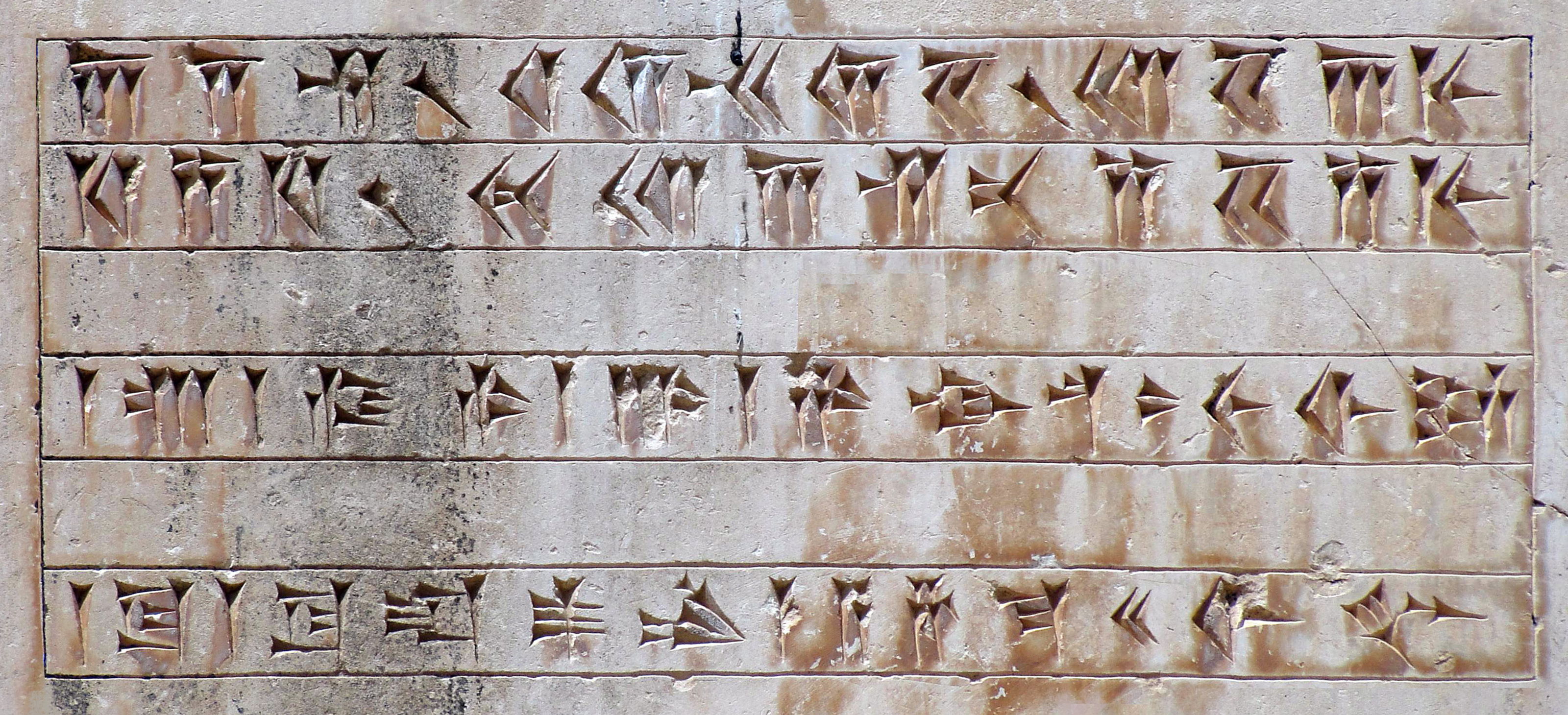
Jam jest Cyrus, król, Achemenida po staropersku, elamicku i akadyjsku (dialekt babiloński, chaldejski). Na antach Pałacu P w Pasargadach. Wbrew temu co głosi inskrypcja jej autorem był prawdopodobnie Dariusz Wielki

Miał dwóch synów: Kambyzesa, który kontynuował z powodzeniem podboje ojca oraz Bardiję i trzy córki, m.in. Atossę. 
Zgodnie z coraz częściej przyjmowaną obecnie hipotezą Cyrus nie był przedstawicielem dynastii Achemenidów, a raczej Teispidą. W Cylindrze Cyrusa wywodzi on swoje pochodzenie właśnie od króla Anszanu Teispesa. Błędne klasyfikowanie go jako Achemenidę jest pokłosiem propagandy Dariusza, który po objęciu władzy tworzył rzekome inskrypcje Cyrusa tak, by pasowały do wykreowanej przez niego wizji dynastii Achemenidów przedstawionej w Inskrypcji z Behistun. Cyrusa z Achemenidami łączyła żona Cassandane, która wywodziła się z tego rodu, a później córka Atossa, żona Dariusza Wielkiego i matka Kserksesa.

## Charakter monarchii Cyrusa
Cyrus II osadzał na podbijanych terytoriach swoich namiestników z władzą cywilną i wojskową, co dało początek systemowi satrapii, być może wzorowanemu na rozwiązaniach medyjskich. Prowadził politykę tolerancji, szanował tradycje historyczne i kulturowe podbijanych ziem i czynił z nich elementy swojej propagandy i oficjalnej ideologii monarszej. Imperium Cyrusa II i jego następców było państwem uniwersalistycznym.

## Cyrus w Biblii
Postać Cyrusa II Wielkiego pojawia się w czterech księgach Biblii (w Drugiej Księdze Kronik, Księdze Ezdrasza, Księdze Izajasza oraz Księdze Daniela). W Księdze Izajasza  (Iz 45, 1-6) Cyrus określony jest jako "pomazaniec Pański": 

1 Tak mówi Pan o swym pomazańcu Cyrusie:
«Ja mocno ująłem go za prawicę,
aby ujarzmić przed nim narody
i królom odpiąć broń od pasa,
aby otworzyć przed nim podwoje,
żeby się bramy nie zatrzasnęły.
2 Ja pójdę przed tobą
i nierówności wygładzę.
Skruszę miedziane podwoje
i połamię żelazne zawory.
3 Przekażę ci skarby schowane
i bogactwa głęboko ukryte,
ażebyś wiedział, że Ja jestem Pan,
który cię wołam po imieniu, Bóg Izraela.
4 Z powodu sługi mego Jakuba,
Izraela, mojego wybrańca,
nazwałem ciebie twoim imieniem,
pełnym zaszczytu, chociaż Mnie nie znałeś.
5 Ja jestem Pan, i nie ma innego.
Poza Mną nie ma Boga.
Przypaszę ci broń, chociaż Mnie nie znałeś,
6 aby wiedziano od wschodu słońca aż do zachodu,
że beze Mnie nie ma niczego.
Ja jestem Pan, i nie ma innego.

## Źródła
- Herodot: Dzieje. przekład i opracowanie Seweryn Hammer. Warszawa: Czytelnik, 2011. ISBN 978-83-07-03254-2.